# Богдан Суботић
Богдан Суботић (Турјак код Градишке, 25. април 1941 — Бања Лука, 7. јануар 2022) био је генерал-мајор Војске Републике Српске и први министар одбране Републике Српске.

## Биографија
Рођен је 25. априла 1941. у Суботићима, засеоку села Турјак, општина Градишка. Његови родитељи Драгомир и Боса су имали седморо дјеце, од којих је једно умрло недуго послије рођења. Најстарији Јован је рођен 1934, затим су слиједили Радивој (1936), Војислав (1938), Богдан (1941) и Мира (1943). Неколико мјесеци послије Богдановог рођења његов отац Драгомир и стриц Младен придружују се устанцима на Козари. Стриц Младен је погинуо је у партизанима, а отац Драгомир је преживио и из рата изашао са чином пуковника. У првој послијератној колонизацији, породица се 1946. преселила у Крајишник код Нове Тополе. Ту су Драгомир и Роса 1949. добили своје најмлађе, седмо дијете, сина коме су дали име Младен по погинулом Драгомировом брату. Богданов брат радомир је такође био официр у ЈНА и имао је чин пуковника.
По националности је био Србин. Био је ожењен и имао је двоје дјеце. Службовао је у гарнизону Бања Лука. Учествовао је у рату од 15. јула 1991. до 1. маја 1992; од 1. маја 1992. до 31. јануара 1996. у Војсци Републике Српске и Министарству одбране Републике Српске. Током службе у ВРС обављао је дужности министара одбране Републике Српске (1992-1993), Главног инспектора ВРС (1993-1994) и савјетника предсједника Радована Караџића за безбједност и Шефа канцеларије за ордење Републике Српске (1994-1995). Био је на челу државне комисије "Граница 94" за испитивање "недозвољене трговине, помагање непријатеља, подривање војне и одбрамбене моћи РС"
Пензионисан је 31. јануара 1996. Преминуо је 7. јануара 2022. а сахрањен је 9. јануара 2022. на гробљу у Новој Тополи.

## Образовање и војна каријера
Основну школу завршио је 1956. Пошто је потицао из војничке породице опредјелио се за војни позив. Школу активних подофицира оклопних јединица ЈНА завршио је 1960, а затим Школу усавршавања официра оклопних јединица 1970. и Командно-штабну академију Копнене војске 1979.  Унапријеђен је у чин: водника 1. августа 1960, водника прве класе 22. децембра 1964, потпоручника 22. јула 1966, поручника 22. децембар 1968. (ванредно), капетана 22. децембра 1971, капетана прве класе 22. децембра 1976, мајора 22. децембра 1980, потпуковника 23. фебруара 1985, пуковника 22. децембра 1990. и генерал-мајора 10.11.1993.(ванредно).
У гарнизону у Бањој Луци обављао је дужности: командир одјељења-тенка 1960−1966; командир вода 1966−1968; референт за материјално обезбјеђење наставе у Школском центру оклопних јединица 1968−1970; командир чете 1970−1972; командант полигона Школског центра оклопних јединица 1972−1973; наставник на катедри тактике Школског центра оклопних јединица 1973−1986; командант курсева у Школском центру оклопних јединица 1986−1987; помоћник команданта Школског центра оклопно-механизованих јединица за позадину 1987−1991; помоћник команданта Школског центра оклопно-механизованих јединица за наставу и научноистраживачки рад 1991−1995.

## Одликовања и признања
- Медаља за војничке врлине (1963)
- Орден за војне заслуге са сребрним мачевима (1967)
- Орден Народне армије са сребрном звездом (1971)
- Орден за војне заслуге са златним мачевима (1978)
- Орден рада са златним венцем (1986)